# Emolliens

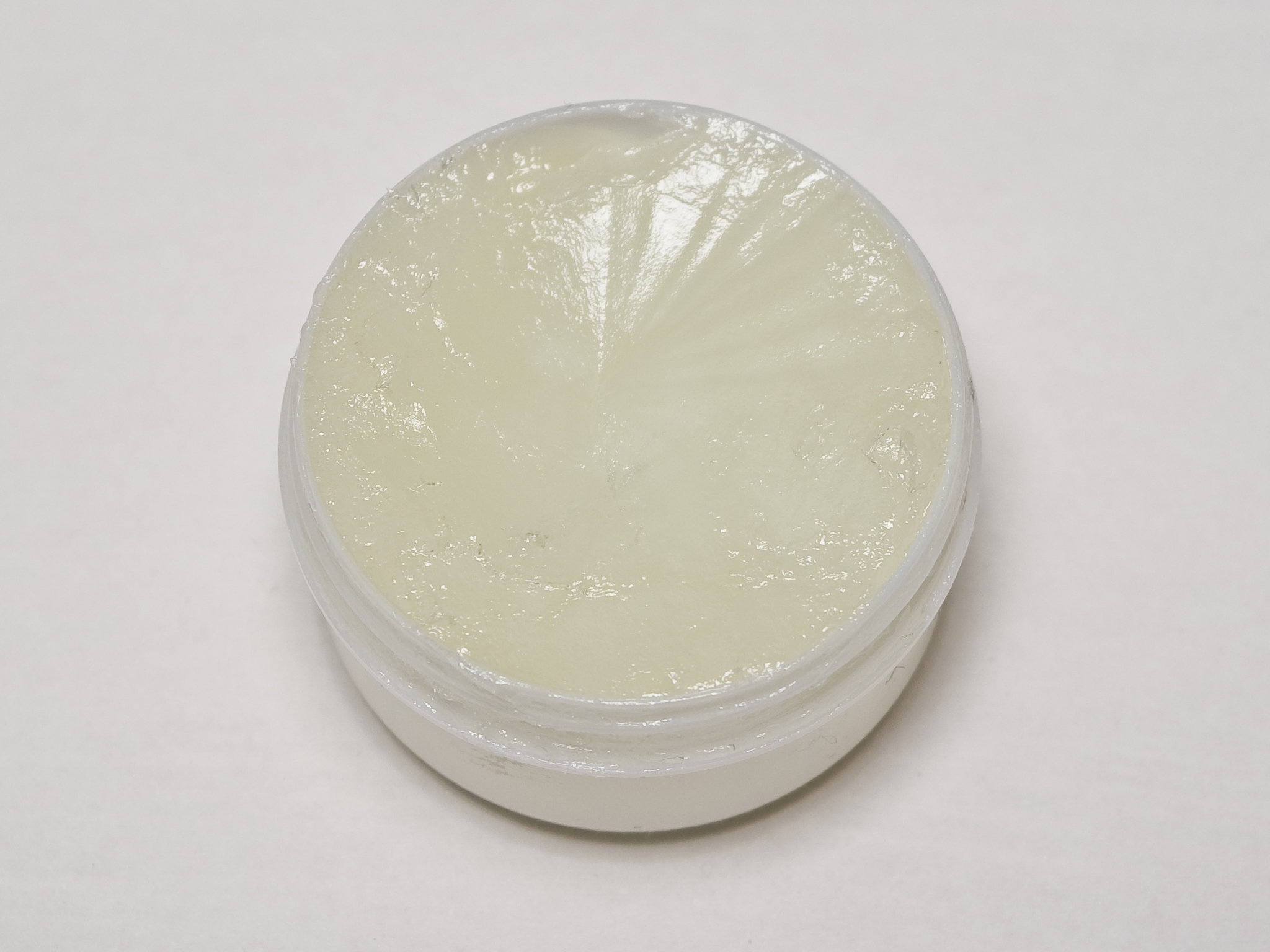
Vaseline

Emollientia bzw. Emollientien (Singular: das Emolliens) sind in der Pharmazie Mittel, die die Haut weich und geschmeidig machen (erweichen) sollen. Der Begriff stammt von lateinisch emollire, „weich machen“. Solcherlei Stoffe waren schon im alten Ägypten bekannt, der Begriff Emolliens selbst wurde schon im 19. Jahrhundert verwendet, der der Emollientia für „erweichende Mittel“ auch schon im 18. Jahrhundert (1791).

## Substanzen und Eigenschaften
Bei den Emollientien handelt es sich um Substanzen, die die Hautrauigkeit reduzieren und die Haut so weicher und glatter erscheinen lassen. Sie wirken durch „Auffüllen“ der Räume zwischen den sich abschilfernden Korneozyten, erhöhen die Kohäsion zwischen den Hornzellen und „glätten“ die aufgeworfenen Ecken der einzelnen Korneozyten. Dadurch erhöht sich auch die Brechung des Lichtes auf der Haut und die Haut erscheint glatter. Beispiele häufig eingesetzter Emollientien, die meist auch gleichzeitig als Okklusiva und/oder Feuchthaltemittel wirken, sind Lanolin, Mineralöl und Vaseline. Beispiele sind weiterhin z. B. Leinsamen-Umschläge, Fette, Wachse, Stearylalkohol, Cetearylisononanoat, Dioctylether, 2-Hydroxyethylstearat, Isocetylstearat, Zinkstearat, Borsäure und ähnliche.

## Risiken
Der Einsatz bei Kleinkindern zur Vorbeugung von trockener Haut muss gegen eine erhöhte Infektionsrate abgewogen werden.
Emollienzien können die Brandgefahr von Textilien (Kleidung, Bettwäsche) erhöhen, mit denen sie in Kontakt gekommen sind. Beim Waschen werden sie nicht unbedingt vollständig entfernt, reichern sich im Lauf der Zeit bei wiederholtem Tragen und erneuter Anwendung von Emollienzien im Stoff an und können dann wie Brandbeschleuniger wirken. Konsekutive Todesfälle sind dokumentiert. Rauchen, die Anwendung von medizinischem Sauerstoff, Verwendung von Emollienzien auf großen Hautflächen, mit der die Kleidung wiederholt in Kontakt kommt, erhöhen das Risiko von Brandverletzungen, insbesondere, wenn sich die betroffene Person nur eingeschränkt selbst helfen kann (Kinder, Demenzpatienten).